# Pareulype consanguinea
Pareulype consanguinea är en fjärilsart som beskrevs av Butler 1898. Pareulype consanguinea ingår i släktet Pareulype och familjen mätare. Inga underarter finns listade i Catalogue of Life.